# Cratere Nyal'ga
Nyal'ga  è un cratere sulla superficie di Venere.